# Teoría del filtro
La teoría del filtro es una teoría sociológica sobre el noviazgo y la selección de pareja. Se propone que la estructura social limita el número de candidatos elegibles para un compañero.

## Vectores considerados
La mayoría de las veces, la selección ocurre debido a la homogamia, por la que la gente busca casarse solo con personas similares a ellos (las características que a menudo se toman en cuenta son la edad, raza, condición social y religión). La homogamia es la idea del matrimonio entre cónyuges que comparten características similares. 
Por otro lado la heterogamia denota el matrimonio entre cónyuges de diferentes características. La idea de que "los opuestos se atraen: es heterógama así como la idea de que una esposa ha de complementar, y no tener características similares a las del otro conjugue.: 4 
Otros términos útiles para definir la teoría del filtro son "endogamia", que indica que ambos miembros provienen del mismo grupo (etnia, religión, cultura, similitud de edad, estilo de vida, etc.) y también pueden tener sanciones culturales contra casarse fuera del propio grupo; y "exogamia" que indica casarse fuera del propio grupo social. Los ejemplos de exogamia incluyen casarse fuera de la propia raza o religión.

## Perspectiva psicológica
Es un modelo de filtrado creado por los psicólogos Louis Janda y Karen Klende-Hamel.
- Parejas casadas → Socio elegible

       Comenzando con la base de todas las personas, elimine a las parejas casadas, que no están disponibles para tener una relación, y los Socios elegibles permanecen. Son todos aquellos que están disponibles para estar en una relación.
- Filtro de compatibilidad → Individuos elegibles atraídos el uno por el otro

       El filtro de compatibilidad elimina a todas las personas que no se sienten atraídas entre sí, dejando solo aquellos que son compatibles
- Filtro de atractivo físico → Socios homogéneos de potencial

1. Aspecto exterior y atracción
2. Las personas son más propensas a sentirse atraídas físicamente por aquellos que se parecen a sí mismos. Los seres humanos han heredado el instinto innato de sobrevivir y reproducirse y deben hacer ambas cosas dentro de los límites del entorno particular en el que viven.[4]
3. Sin embargo, la importancia de la homogamia física en las relaciones matrimoniales está disminuyendo.
4. Esto puede ser debido al matrimonio interracial

- Filtro de las opiniones similares y complementarias

       Es más probable que las personas elijan estar con un compañero que piense de manera muy similar a ellos mismos mientras se aleja de personas con ideas y puntos de vista contradictorios.
- Campo de socios potenciales

       Después de aplicar todos los filtros, este grupo de personas permanece como socios potenciales.
- Personas que viven en la proximidad → Campo total de socios potenciales

1. De todas las personas que son socios potenciales, por razones prácticas las personas eligen socios que están cerca.
2. Con el aumento de las comunicaciones y los avances tecnológicos, la proximidad no se limita a estar geográficamente cerca.
3. La disponibilidad cada vez mayor de citas en línea está aumentando la capacidad de comunicarse sin interacciones y las actividades cara a cara.[5]

## Perspectiva sociológica
Las diferentes culturas tienen diferentes aspectos que son deseados en un compañero, pero todos estos diferentes aspectos caen en las mismas categorías. Por ejemplo, los criterios de selección amor-matrimonio parecen reflejar las preocupaciones personales de los individuos, como las cualidades personales e interpersonales del posible cónyuge y los problemas de compatibilidad, mientras que los criterios de selección de matrimonio arreglado, como es lógico, reflejan las preocupaciones de la unidad familiar total (Blood 1972 ) Estas preocupaciones familiares incluyen el estado socioeconómico, la salud, la fuerza, la fertilidad, el temperamento y la estabilidad emocional del posible cónyuge. Sin embargo, las similitudes en las características entre los dos socios son consistentes en ambos matrimonios.
   Las personas se sienten atraídas por alguien con un estilo de vida y un nivel de vida similares. Estas personas tienen mayores posibilidades de tener gustos personales, opiniones y valores comunes entre ellos, lo que facilita el establecimiento de relaciones de afinidad. Estos aspectos se pueden asimilar a través de las diferentes redes sociales. Contrariamente a algunas creencias, la idea de tener una profesión común no es el vínculo más fuerte de compatibilidad; la homofilia educativa tiene una tendencia que confirma que las diferencias culturales y las similitudes son más fuertes que la estratificación ocupacional. Básicamente, esto significa que, incluso trabajar cerca de alguien con una ocupación laboral similar no conduce necesariamente a un vínculo más fuerte que tener similitudes educativas. Algo de esto nos lleva a las similitudes entre culturas y educación; en la educación, hay una separación del grupo de pares más grande en grupos de iguales más pequeños que comparten un estado económico común, un tema de estudio y / o antecedentes. Esto permite la homogamia entre estos subgrupos de pares y, por lo tanto, crea grupos más pequeños que comparten dos o más similitudes. Este ejemplo de estado y cultura educativa refleja cómo las personas se encuentran en el mundo a través de las redes sociales.

## Teoría de las necesidades complementarias
Un estudio fue llevado a cabo por el sociólogo Robert F. Winch sobre veinticinco parejas con el propósito de probar la teoría de las formas en que la complementariedad parece funcionar en la selección de parejas. La teoría es a la vez psicológica y sociológica porque deriva de la tradición freudiana, pero también se refiere a la formación de un grupo social; la díada matrimonial.
La teoría establece que elegimos socios en función de que sus necesidades son complementarias a las nuestras. Comienza con la observación de que en los Estados Unidos, una pareja se forma primero por la reunión y el conocimiento mutuo, y luego se enamoran antes de decidirse a casarse. Como resultado, Winch propone que, "ya que la reunión parece ser una condición previa para enamorarse, ¿qué observaciones podemos hacer acerca de a quién se encuentra o es probable que se encuentre?" Bueno, afirma, es más común que, si no frecuentamos ciertos lugares, lo más probable es que encontremos a alguien que, "acostumbrado al mismo nivel de consumo, aprecie valores similares y albergue aversiones y prejuicios similares". En otras palabras, es poco probable que un ateo se encuentre con un habitual de la misa del domingo, como es improbable que un hombre que frecuenta el bar se encuentre con un alcohólico en recuperación. Como afirma la psicóloga social Andrea B. Hollingshead, "al lado de la raza, la religión es el factor más decisivo en la segregación de hombres y mujeres en categorías que están aprobadas o desaprobadas con respecto a la nupcialidad".
   Winch descubrió que las personas tienden a asociarse y casarse con personas similares a ellos, pero que también se considera deseable y correcto que uno se case con similares respecto a la raza, la religión, etc.  También argumentó que hay un conjunto de variables en que la homogamia ha demostrado funcionar: raza, religión, clase social, amplio grupo ocupacional, lugar de residencia, ingreso, edad, nivel de educación, inteligencia, etc. Con estas variables, dice, se elige el tipo de personas con las que más probablemente interactuemos y, a su vez, definen un "campo de candidatos a cónyuge elegibles". Estos 'candidatos a cónyuge' son no solo las personas que están cerca de nosotros, sino las personas con las que pasamos cerca a diario, debido a nuestra rutina y que tal vez nunca lo hayamos notado. En otras palabras, el cónyuge de alguien puede terminar siendo el hombre sentado detrás de ellos en la iglesia todos los domingos, o la mujer con la que corren al lado en el gimnasio.

## Consideraciones
Si bien se ha encontrado que la selección de parejas es mayoritariamente homogénea en lo que respecta a las características sociales, como la religión, la psicodinámica de las parejas no ha sido así. Según Sigmund Freud, había una tendencia a que las personas se apareasen con los que eran emocionalmente dependientes y, de forma similar, uno puede enamorarse de una persona en particular porque representan una perfección que el otro se esfuerza infructuosamente por lograr. Esto está relacionado con la Teoría de las Necesidades Complementarias de Winchs, que dice que las personas buscan cualidades en un compañero que complementen las suyas.
   De acuerdo con el principio de similitud, mientras dos personas se perciben más a sí mismas como similares, es más probable que su relación crezca y tenga éxito. En esto, la palabra percibir tiene mucha importancia porque uno puede percibir que es más similar a alguien de lo que realmente es y, por lo tanto, cree que tiene más en común de lo que realmente cree. Además, un individuo puede estar inclinado a pasar por alto las diferencias porque la importancia se mantiene sobre ciertas similitudes más que sobre otras.